# Citogenética vegetal
La Citogenética vegetal es el campo de la Genética que comprende el estudio de la estructura, función y comportamiento de los cromosomas de las plantas. Incluye análisis de Bandeado G en cromosomas, otras técnicas de bandeado citogenético, y también la citogenética molecular del tipo de hibridación por fluorescencia in situ (FISH) e hibridación por genómica comparativa (CGH).

## Análisis del cariotipo
Las características estructurales y cuantitativas de los cromosomas (cariotipo) son importantes en investigaciones básicas (taxonómicas y evolutivas) y aplicadas. Los taxónomos y evolucionistas están familiarizados con el hecho de que los cromosomas
son parte de un sistema dinámico que está moldeando el proceso de evolución. Esta variación se expresa en características fácilmente analizables como el número, forma y tamaño de los cromosomas y no está relacionada con complejidad genética u
organísmica. Es importante analizar también, la cantidad y localización de heterocromatina (ADN repetitivo no codificante) mediante distintas técnicas de bandeo, y caracterizar citoquímicamente distintos tipos de heterocromatina utilizando fluorocromos, y en algunos casos, identificar ADN satélite y relacionarlo con bandas heterocromáticas. Además, deben localizarse las regiones organizadoras del nucleolo (NOR). Es frecuente y normal la existencia de variación cariotípica
interespecífica. Por otro lado, aunque menos frecuente, también puede existir variabilidad cariotípica intraespecífica manifestada como polimorfismos o politipismos cromosómicos.
Varios parámetros del cariotipo pueden ser alterados por rearreglos estructurales. En algunos casos puede variar el número
cromosómico y la simetría del cariotipo. Un ejemplo de este caso lo constituyen las fusiones céntricas entre cromosomas con centrómero subterminal produciendo cromosomas metacéntricos de mayor tamaño, con o sin eliminación de regiones centroméricas. El fragmento con centrómero puede persistir como un cromosoma supernumerario  o cromosoma B. En otros casos no se encuentra variación en el número  cromosómico ya que en muchos géneros el número y, a veces, la morfología cromosómica es constante entre las distintas especies que lo componen.
Algunas de las técnicas citogenéticas más aplicadas para la mejora de plantas son:

### Variaciones cromosómicas estructurales
- Duplicaciones

En el maíz se ha observado como  algunas duplicaciones cromosómicas aumentan la producción en grano respecto a los genotipos parentales
- Translocaciones

Pueden ser utilizadas para construir dotaciones cromosómicas nuevas de un cultivo y transferir esa información genética.

#### Autoploides en la mejora de plantas
La aparición de formas gigas (gigantismo) como norma general en autoploides obtenidos experimentalmente, incitó a utilizar la autoploidía en plantas para aprovechamiento económico con la esperanza de que el aumento de tamaño no perjudica otras buenas características de la especie. 
También se ha utilizado la poliploidía intentando conseguir una mejora en la calidad, aumentando o reduciendo la proporción con que se presenta una sustancia química: hidratos de carbono, proteínas, vitaminas, concentración de azúcares, etc.
A partir del descubrimiento de la colchicina como agente poliploidizante, puede decirse que en muchas de las especies cultivadas fueron llevados a cabo experimentos de inducción de poliploidía, pero sin embargo, no todas las especies investigadas han mostrado ser aptas para ser utilizadas comercialmente a nivel poliploide.
La autopoliploidía artificial ofrece más probabilidades de éxito cuando:
1. La especie tiene número  cromosómico bajo
2. Se reproduce en alogamia
3. Su aprovechamiento económico lo constituyen las partes vegetativas, de manera que la especie que reúna las tres condiciones será más susceptible de mejora por poliploidía

Un nivel superior al tetraploide no resulta de interés práctico. 
Entre las especies cuyo aprovechamiento es la semilla, prácticamente el centeno, Secale cereale, es la única en que las formas autotetraploides que pueden competir en producción y calidad con los diploides originales.
Entre las especies que se cultivan por el valor de sus frutos, en Japón, Inglaterra y Estados Unidos, se cultivan variedades tetraploides de uva y en Japón y Estados Unidos se han comercializado variedades triploides de sandía que, entre otras, tienen la característica de no tener pepitas.
Entre las especies cultivadas por el valor de alguna de sus partes vegetativas (raíz, hoja, etc.), formas tetraploides de tréboles, Trifolium y forrajeras, Brassica han sido comercializadas en Suecia, así como las formas tetra- y triploides de remolacha azucarera, Beta vulgaris, están siendo utilizadas en todo el mundo. 
También las ornamentales ofrecen buenas perspectivas para ser mejoradas por poliploidía.

#### Haploides en la mejora de plantas
La mayor aplicación que presentan es la posibilidad de obtener formas totalmente homocigotas tras la duplicación cromosómica de estos haploides, y además con gran economía de tiempo. En la mejora de plantas se busca la homocigosis tanto para obtener líneas puras en especies alógamas (fecundadas mediante la transferencia del polen de la flor de una planta a otra por medio de insectos, el viento u otros agentes), como para recuperar formas homocigotas después de realizar un cruzamiento en plantas autógamas (aquellas que se autofecundan).

### Introducción a la variación genética extraespecífica
Considerando en su conjunto las técnicas citogenéticas de Introducción de la Variación Genética Extraespecífica en la mejora de plantas puede apreciarse que, al intentar introducir en una especie cultivada las características favorables de otras, por lo general silvestres, afines a ella, se ha seguido un proceso de continua reducción del material genético aportado por éstas, tratando de evitar que con la transferencia de la información genética deseable se introdujera también información genética “silvestre” no deseable para el aprovechamiento económico de la especie cultivada que se trata de mejorar. Así, de la incorporación del complemento cromosómico completo en los híbridos interespecíficos y en los correspondientes aloploides artificiales (anfiploides) se pasó en algunos casos, a incorporar un solo genoma de la especie silvestre.

#### Hibridación interespecífica
La introducción de variación genética extraespecífica es un método poco aplicable en la mejora animal, pero hay algunos casos que ofrecen interés zootécnico como por ejemplo el mulo, el burdégano, el cátalo, etc.
Por el contrario en el reino vegetal, la hibridación interespecífica e intergenérica ha jugado un importante papel evolutivo. La duplicación cromosómica de uno de estos híbridos supone la rotura de una de las barreras de la esterilidad y la posibilidad de propagarse y establecerse en su nicho ecológico. 
Este método como mejora vegetal ha recibido diferente atención según la clase de plantas de que se trate. El orden es decreciente según sean ornamentales, frutales, de gran cultivo u hortícolas.
Entre las muchas hibridaciones interespecíficas que se han hecho con fines prácticos se pueden citar las realizadas en rosas, orquídeas y lirios entre las ornamentales; trigo, tabaco, algodón, caña de azúcar, etc. entre las de gran cultivo; tomate y patata entre las hortícolas.

#### Alopoliploidía
Gracias al descubrimiento de la colchicina como agente productor de poliploidía, se abrió camino a la posibilidad de aunar en un mismo individuo varias características agronómicas de distintas especies.
La alopoliploidía artificial como instrumento de la mejora de plantas puede ser utilizada directa o indirectamente:

##### Utilización directa de aloploides artificiales
Las irregularidades meióticas de los híbridos son consecuencia de la falta de afinidad de los cromosomas paternos, por ello, al ser duplicados por la acción de un agente poliploidizante, cada cromosoma tendrá su réplica exacta con quien aparear, dando lugar a divisiones meióticas más regulares.
Cuando se trata de anfiploides en los que se quiere combinar las buenas características de una especie cultivada con determinados caracteres favorables de otra especie silvestre, los caracteres de ésta se comportan normalmente como epistáticos sobre los de la especie cultivada, como consecuencia quizás de una dominancia ancestral. Por ejemplo, los anfiploides del trigo y especies del géneros Aegilops presentan caracteres tales como raquis quebradizo, glumas coriáceas… típicas de las especies silvestres que son de gran valor adaptativo para favorecer la dispersión de las semillas, pero que inutilizan al anfiploide sintético como nueva especie agrícola.
Cuando las dos especies que forman el anfiploide son cultivadas, no se darán los casos de genes silvestres desfavorables epistáticos sobre los domesticados, y por ello este tipo de anfiploide ofrece mejores perspectivas. Por ejemplo un anfiploide de rábano y col que se obtuvo, tuvo la peculiaridad de presentar las hojas del rábano y la raíz de la col.
La regeneración de plantas adultas a partir de cultivo de protoplastos (células sin pared celular) es una técnica de especial utilidad dentro de la biotecnología vegetal actual.
La hibridación parasexual podría salvar la barrera de la reproducción sexual en combinaciones híbridas entre especies más o menos alejadas en la filogenia evolutiva. Así cabe destacar la obtención de híbridos somáticos de patata y tomate por regeneración a partir de la fusión de protoplastos, por si en un futuro pudiera llegarse a obtener una nueva forma vegetal con un doble aprovechamiento agronómico: serían los tomatatas o patamates, si bien en principio existen diversos problemas citogenéticos como los de inestabilidad cromosómica o interacciones cromosómicas que impiden su utilización práctica.
También hemos de resaltar la posibilidad de utilizar los híbridos somáticos para incorporar resistencia a enfermedades cuando las especies utilizadas son sexualmente incompatibles, como es el caso de las investigaciones con el género Nicotiana.
- Los triticales

Los triticales, anfiploides de trigo y centeno, han constituido desde hace muchos años la esperanza de poder reunir en esta nueva especie la calidad y producción del trigo con la rusticidad del centeno. 
Los triticales pueden ser octoploides (8X) y hexaploides (6X), según si la especie de trigo utilizada es una u otra. 
Aunque este nuevo cereal fue creado pensando en la alimentación humana directa, parece que su valor radica en su utilización como cereal para pienso. Para ello:
1. Obtenemos un híbrido entre la especie Triticum aestivum (2n=42)y Secale cereale(2n=14).
2. A partir de ese híbrido interespecífico, el cual tendrá los genomas de ambas especies ABD(por parte del trigo) y R (por parte de la cebada), realizamos una duplicación para que cada uno de esos genomas posea una copia igual, quedando por tanto el genotipo: AABBDDRR, correspondiéndose por tanto con un trigo octoploide, puesto que tiene ocho juegos cromosómicos.

Si se utiliza como progenitor una especie de trigo tetraploide,es decir que su genoma es AA BB, 2n=28 tendremos un Triticale hexaploide, puesto que su dotación genética sería AA BB RR.

También se ha estudiado desde el punto de vista la utilización de los triticales en la agricultura, como una posible mejora de la calidad del endospermo mediante la reducción de la cantidad de heterocromatina telomérica presente en los cromosomas de centeno, pero no se ha encontrado aún relación.

##### Utilización indirecta de aloploides artificiales
Mediante estas técnicas podemos manejar genomas enteros (manipulación cromosómica), ya sea para construir puentes genéticos que permitan transferir genes de una especie a otra de otro modo inaccesible, ya sea para llevar a cabo la construcción de nuevos genomas funcionales formados por combinaciones cromosómicas estables (construcción genómica) o bien extrayendo genomas completos de especies alopoides naturales (extracción genómica) o reduciéndolas a sus genomas básicos para su posterior resíntesis, con una anterior selección a nivel genómico (mejora analítica).
- Puentes genéticos

Se da en aquellas ocasiones cuando la transferencia de genes entre especies es difícil por las barreras de esterilidad. Normalmente esa transferencia se realiza a partir de una especie con bajo nivel ploídico (en general la silvestre) a otra con un nivel ploídico mayor (la cultivada). Se retrocruzan y en cada generación se seleccionaran las formas que muestran los caracteres deseados, hasta obtener una forma cromosómica estable y con el número de cromosomas de la especie cultivada. 
Ejemplos:
- La hibridación del trigo silvestre tetraploide (genomas AB) con Aegilops squarrosa (D) y su posterior duplicación cromosómica da lugar a un hexaploide AA BB DD, cuya dotación es parecida al trigo común Triticum aestivum, que al ser cruzada con éste puede darse la transferencia de genes.
- Otro ejemplo es la combinación entre un algodón cultivado asiático  (AA) y un algodón silvestre americano (DD) como puente genético para transferir caracteres favorables al algodón cultivado americano (AA DD).
- Triticum timopheevi, el trigo tetraploide silvestre (AAB´B´) cruza bien con el anfiploide T. timopheevi-Ae.  squarrosa de constitución AAB´B´DD, y esto permite transferir al trigo cultivado la resistencia a las royas de T.timopheevi

- Construcción genómica

Se basa en la posibilidad de construir un genoma funcional a partir de cromosomas procedentes de diversos genomas que constituyen una serie poliploide.
Así, la familia Poáceas es la que ofrece las mayores posibilidades de llevar a cabo estos estudios ya que todos los genomas que presentan tienen siete cromosomas, sin embargo, y aunque la idea es buena, hay que pensar que sería necesario un periodo de adaptación interna del nuevo genoma hasta que resultara equilibrado.
- Extracción genómica

La extracción de genomas de una especie aloploide puede resultar de interés no solo desde el punto que permita el conocimiento del proceso evolutivo de la especie, sino que en ocasiones puede resultar de interés para la mejora de plantas.
En el caso del trigo, el trigo común que se utiliza para hacer pan, es un alohexaploide AABBDD, y el trigo duro o semolero, que se utiliza para fabricar pastas alimenticias, es un alotetraploide AABB, luego está claro que es el genoma D de la primera especie el responsable de la condición panadera del trigo. 
En países como España, el cultivo de trigo duro está reducido debido a su bajo rendimiento productivo y económico, además de tener poca resistencia al frío entre otras condiciones ambientales. En este caso, la extracción genómica podría aplicarse, para extraer el genoma D del trigo blando y que este se transformase en trigo duro, esperando obtener resultados de valor agrícola. Dicha extracción ha sido conseguida por retrocruzamientos sucesivos. La nueva variedad  llamada Canthatch se presentó con meiosis regular, pero plantas parcialmente fértiles, y con un aspecto fenotípico de plantas enanas, con poco vigor, hojas y tallos finos, espigas cortas… Otra variedad Selkirk resultó estéril.
Los resultados hasta la fecha han sido desalentadores, posiblemente a una falta de coadaptación, sin embargo se continuó estudiando otras posibilidades, como la extracción de esta vez los genomas A o B de trigos hexaploides reduciendo las especies aloploides a sus genomas básicos y volver a reunirlos sintetizando la especie de la que se había partido. Esta última técnica si parece tener éxito en la mejora de la patata, algodón y trigo.

#### Manipulación cromosómica
Se trata de añadir o sustituir simples cromosomas a la dotación cromosómica de la especie cultivada o segmentos cromosómicos, incorporando por recombinación meiótica los genes o sustituyendo solamente el citoplasma.

##### Líneas de adición cromosómica interespecífica
La mayor parte de los estudios se han llevado a cabo en trigo, pero también en especies cultivadas como el tabaco, avena o algodón.Para su obtención, se pueden realizar tres procedimientos:*Mediante la obtención del anfiploide correspondiente, cruzamiento por la especie cultivada y autofecundación de los productos obtenidos.*El híbrido interespecífico se cruza con la especie cultivada. Cuando un gameto masculino de ésta fecunda a un gameto no reducido el resultado es equivalente al obtenido si partimos de que la hembra se utiliza como anfiploide, igual que en el caso anterior. Este procedimiento se ha utilizado en la obtención de líneas de adición trigo-centeno, entre otras.*Uso de especies que actúan como puentes genéticos,  ya que los híbridos entre la especie cultivada y la que va a dar los cromosomas son difíciles de obtener. Se ha utilizado para obtener líneas de adición trigo-Haynaldia villosa, entre otras.La identificación de las líneas de adición (individualización con respecto a los cromosomas añadidos) puede realizarse por el fenotipo de la planta, puesto que en algunos casos confiere algún carácter, como por ejemplo el cuello peloso del centeno, viene determinado por el cromosoma I. La utilización de marcadores bioquímicos es el método más eficaz, aunque también se puede realizar una observación directa de la morfología de los cromosomas mitóticos o meióticos, así como  técnicas de bandeo cromosómico.La utilización de estas líneas de adición son variadas:
1. Para estudios genéticos, es decir, para estudiar los efectos genéticos de los cromosomas de una especie en un ambiente en los que no hay interferencias entre sí. Los caracteres de resistencia a las enfermedades y ambientes adversos son uno de los objetivos más perseguidos. Por ejemplo, se observó que el centeno puede ser fuente de resistencia frente a agentes patógenos como Puccinia striformis, entre otros.
2. Valor práctico en la mejora. Para que una línea de adición tenga éxito en la agricultura, han de estar presentes tres factores: estabilidad cromosómica, la fertilidad (tratándose de plantas cuyo aprovechamiento económico es la semilla, la fertilidad está íntimamente relacionada con el propio valor comercial) y el efecto que la adición del cromosoma extraño tenga sobre los caracteres agronómicos y de calidad de la especie cultivada.

##### Líneas de sustitución cromosómica interespecífica
Se basa en que un par de cromosomas homólogos de la especie cultivada es sustituido por un par de homólogos de otra especie. Con esto se intenta disminuir el desequilibrio genético que se manifiesta como inestabilidad cromosómica y baja fertilidad en las líneas de adición.
Las primeras líneas fueron obtenidas de manera espontánea. Un ejemplo ocurrió a partir de una de adición trigo-centeno que era asináptica. En ella, el cromosoma del centeno portador del carácter “cuello peloso” sustituye al del trigo portador del carácter “espeltoide”.

Para la obtención de líneas de sustitución de una manera sistemática se basa esencialmente, en la adición de un cromosoma de otra especie a un individuo deficiente para algún cromosoma propio. El material de partida idóneo es por tanto una serie monosómica de la especie cultivada por un lado, y las líneas de adición, por otro lado. 
La técnica se basa en el cruzamiento de un individuo monosómico por la línea de adición se originan dos tipos de plantas: monosómicas de adición y dobles monosómicas (monosómicas para el cromosoma de la especie cultivada y para el de la especie afín). A parir de ahí podemos seguir dos procedimientos:
1. Autofecundación del doble monosómico  y selección entre su descendencia de las plantas con un número normal de bivalentes que pueden corresponder a individuos euploides de la especie cultivada o a la línea de sustitución.

1. Cruzamiento del doble monosómico por la línea disómica de adición y selección entre la descendencia de las plantas con configuración meiótica de n bivalentes más un univalente (siendo n el número haploide de la especie cultivada).

Para que la una línea de sustitución resulte de valor es lógico suponer que el cromosoma que sustituimos sea genéticamente equivalente a él (homeólogos). Esto ha sido comprobado en varias ocasiones, así por ejemplo el cromosoma II del centeno solo produce líneas de sustitución cuando reemplaza a cromosomas de trigo pertenecientes al grupo homeólogo 6.
En cuanto a la utilización en la mejora, las líneas de sustitución ofrecen mayores posibilidades que las de adición en la agricultura en lo que respecta a la estabilidad cromosómica.  El inconveniente que pueden presentar las líneas de sustitución desde el punto de vista de la aplicación inmediata en agricultura es la dificultad de que el cromosoma sustituto no rompa el equilibrio genético de los otros cromosomas de la dotación de la especie cultivada, que sea portador de genes favorables no presentes ya en el acervo génico de la misma y no lleve ningún gen que produzca alguna característica agronómica desfavorable.

##### Líneas de translocación
En este caso solo se va a transmitir a la dotación cromosómica de especies cultivadas un segmento cromosómico de otra especie donde esté localizado el gen o genes determinantes de un cierto carácter favorable, con objeto de disminuir el material genético extraespecífico que introducimos.
Este segmento es insertado en un cromosoma de la especie cultivada mediante translocación inducida. Esta técnica se conoce también con el nombre de injerto cromosómico, y normalmente las translocaciones se inducen por radiación.

##### Recombinación génica interespecífica
Trata la posibilidad de introducir en una especie cultivada la variación genética extraespecífica por medio de la recombinación génica producida como consecuencia del apareamiento meiótico entre cromosomas de ambas especies. Esto también disminuiría el segmento transferido, evitando otras interferencias no favorables.
Al tratarse de un apareamiento, esto lleva consigo una afinidad entre cromosomas, disminuyendo por tanto el desequilibrio citogenético que se produce al introducir nuevo material cromosómico de otras especies.
La utilización de técnicas de bandeo C o de hibridación in situ genómica (GISH) podría servir para identificar los cromosomas implicados en las asociaciones meióticas.

#### Aloplasmia
Consiste en obtener plantas aloplásmicas, cuyas células tienen el núcleo de una especie cultivada que se pretende mejorar, mientras que el citoplasma procede de una especie extraña.
Desde el punto de la mejora de las plantas, la utilización más importante de aloplasmia es la obtención de plantas androestériles que permite producir híbridos y, en consecuencia, explotar comercialmente la heterosis o vigor híbrido.